# روآن اتکینسون
روآن سباستین اتکینسون (به انگلیسی: Rowan Sebastian Atkinson) (زادهٔ ۶ ژانویهٔ ۱۹۵۵) بازیگر، کمدین و فیلم‌نامه‌نویس انگلیسی است. او به‌عنوان نقش اصلی در کمدی‌های بلک‌ادر (۱۹۸۳–۱۹۸۹) و مستر بین (۱۹۹۰–۱۹۹۵)، و مجموعه فیلم‌های جانی اینگلیش (۲۰۰۳–اکنون) ایفای نقش کرده است. اتکینسون نخستین بار در برنامهٔ کمدی نه اخبار ساعت نه (۱۹۷۹–۱۹۸۲) بی‌بی‌سی به شهرت رسید و در سال ۱۹۸۱ موفق به دریافت جایزهٔ آکادمی تلویزیون بریتانیا برای بهترین اجرای سرگرمی شد.
اتکینسون در فیلم‌های مختلفی، از جمله فیلم جیمز باند به نام دیگر هرگز نگو هرگز (۱۹۸۳)، جادوگرها (۱۹۹۰)، چهار عروسی و یک تشییع جنازه (۱۹۹۴)، سگ‌دو (۲۰۰۱)، اسکوبی-دو (۲۰۰۲)، در واقع عشق (۲۰۰۳) و وانکا (۲۰۲۳) ظاهر شده است. او همچنین صداپیشگی نقش زازو را در شیرشاه (۱۹۹۴) برعهده داشته است. اتکینسون نقش مستر بین را در فیلم‌های اقتباسی بین (۱۹۹۷) و تعطیلات مستر بین (۲۰۰۷) ایفا کرد. همچنین او در سریال خط باریک آبی (۱۹۹۶–۱۹۹۵) در شبکه بی‌بی‌سی و نقش اصلی در مگره (۲۰۱۶–۲۰۱۷) نقش ایفا کرده است. کار او در تئاتر نیز شامل نقش فاگین در احیای موزیکال اولیور! در تئاتر وست اند در سال ۲۰۰۹ است.
اتکینسون به عنوان یکی از ۵۰ کمدین بامزه در فهرست بامزه‌ترین کمدین‌های بریتانیا در مجلّهٔ آبزرور در سال ۲۰۰۳ و همچنین یکی از ۵۰ کمدین برتر تاریخ در سال ۲۰۰۵ در نظرسنجی کمدین‌های دیگر ثبت شد. او در طول فعالیت خود، با ریچارد کرتیس (فیلمنامه‌نویس) و هوارد گودال (آهنگساز)، که هر دوی آنها را در انجمن دراماتیک دانشگاه آکسفورد در طول دهه ۱۹۷۰ ملاقات کرد، همکاری داشته است. علاوه بر جایزه بفتا در سال ۱۹۸۱، وی برای بازی در تئاتر وست اند موفق به کسب جایزه لارنس الیویه شد؛ اتکینسون در افتخارات تولد ۲۰۱۳ به دلیل خدمات درام و خیریه به عنوان نشان امپراتوری بریتانیا منصوب شد.

## اوایل زندگی
اتکینسون در ۶ ژانویه ۱۹۵۵ در کونست، کانتی دورام، انگلستان به دنیا آمد. او چهارمین و جوان‌ترین پسر خانواده است. پدر او، اریک اتکینسون یک کشاورز و هیئت مدیره و مادرش الا مِی بود. والدین آنها در ۲۹ ژوئن ۱۹۴۵ با هم ازدواج کردند. سه برادر بزرگتر او پاول، رودنی و روپرت نام دارند. پاول در کودکی درگذشت و رودنی در حال حاضر یک اقتصاددان اروپایی شکاک است که در انتخابات رهبری حزب استقلال پادشاهی متحد در سال ۲۰۰۰ با اندکی شکست خورد.
اتکینسون در مدرسه دورهام کوریستر، یک مدرسه مقدماتی و سپس در مدرسه سنت بیز تحصیل کرد. رودنی، روآن و برادر بزرگترشان پاول در کونست بزرگ شدند و به همراه نخست‌وزیر آینده، تونی بلر در دورهام کوریسترز به مدرسه رفتند. پس از دریافت نمرات برتر در سطح علمی A, او در دانشگاه نیوکاسل جایگاهی به دست آورد، جایی که در سال ۱۹۷۵ مدرک کارشناسی علوم خود را در مهندسی برق و الکترونیک به دست آورد. سپس در همان سال مدرک کارشناسی ارشد خود را در مهندسی برق در دانشگاه آکسفورد به دست آورد. دانشگاهی که پدرش در سال ۱۹۳۵ در آن فارغ‌التحصیل شد. و اتکینسون را در سال ۲۰۰۶ به عضو افتخاری تبدیل کرد. پایان‌نامه کارشناسی ارشد او که در سال ۱۹۷۸ منتشر شد، کاربرد کنترل خود تنظیم را در نظر گرفت.
اتکینسون قبل از اینکه تمام توجه خود را به بازیگری معطوف کند، برای مدت کوتاهی تحصیل در مقطع پی‌اچ‌دی را آغاز کرد. او برای اولین بار در نمایشنامه انتقادی آکسفورد در جشنواره ادینبرو فرینج در اوت ۱۹۷۶ مورد توجه ملی قرار گرفت، او قبلاً طرح‌هایی را برای نمایش‌ها در آکسفورد توسط اِتستراز، گروه نقد و بررسی جامعه تئاتر تجربی و برای انجمن نمایشی دانشگاه آکسفورد، نوشته و اجرا کرده بود. او با ریچارد کرتیس، نویسنده، و آهنگساز، هوارد گودال ملاقات کرده است که در طول حرفه خود به همکاری با آنها ادامه داد.

## فعالیت

### رادیو
اتکینسون در سال ۱۹۷۹ در مجموعه‌ای از برنامه‌های کمدی برای رادیو بی‌بی‌سی ۳ با عنوان مردم اتکینسون ایفای نقش کرد. این مجموعه شامل مصاحبه‌های طنزآمیز با شخصیت‌های خیالی بزرگی بود که همه آن‌ها را خود اتکینسون بازی می‌کرد. نویسندگی این مجموعه بر عهده‌ اتکینسون و ریچارد کرتیس بود و گریف ریس جونز تهیه‌کنندگی آن را بر عهده داشت.

### تلویزیون
پس از دانشگاه، اتکینسون در سال ۱۹۷۹ یک قسمت آزمایشی برای لاندن ویکند تله‌ویژن با عنوان خنده ضبط‌شده ساخت. او در ژوئن همان سال با اجرای برنامه‌ای در سومین دوره‌ توپ مخفی پلیس که از بی‌بی‌سی پخش شد، توجه ملی بیشتری را به خود جلب کرد. از آن زمان، او در نمایش‌های تلویزیونی همراه با هنرمندان مختلفی مانند التون جان، جان کلیز («زنبورداری») و کیت بوش ظاهر شده است. با کیت بوش، آهنگ طنزآمیز «آیا خرس‌ها…؟» را در رویداد خیریه بریتانیایی کمیک ریلیف در سال ۱۹۸۶ اجرا کردند. اجرای آیتم‌های انفرادی تلویزیونی او (بدون دیالوگ) شامل نواختن درام‌ست نامرئی و پیانوی نامرئی بوده است. در اکتبر ۱۹۷۹، اتکینسون برای نخستین بار در نه خبر ساعت نه از بی‌بی‌سی ظاهر شد که توسط دوستش جان لوید تهیه شده بود. او در این برنامه همراه با پاملا استیفنسون، گریف ریس جونز و مل اسمیت حضور داشت و یکی از نویسندگان اصلی نمایش‌های کوتاه طنز بود.

«جذابیت اصلی این مجموعه در کمدین درخشان، اتکینسون است که نقش ادموند بلک‌ادر، شخصیتی تندخو و بی‌نهایت طعنه‌زن را بازی می‌کند.»

–گری برمن.
موفقیت نه خبر ساعت نه باعث شد اتکینسون نقش اصلی ادموند بلک‌ادر را در کمدی تاریخی ساختگی بی‌بی‌سی با عنوان بلک‌ادر به عهده بگیرد. از جمله هم‌بازی‌های او می‌توان به تونی رابینسون (در نقش دستیار وفادار و رنج‌کشیده‌اش، بالدریک)، استیون فرای و هیو لوری اشاره کرد. فصل اول این مجموعه با عنوان بلک ادر (۱۹۸۳) توسط اتکینسون و ریچارد کرتیس نوشته شده بود. این فصل در دوران قرون وسطی جریان داشت و شخصیت اصلی، فردی نادان و ساده‌لوح بود. فصل دوم با عنوان بلک‌ادر ۲(۱۹۸۶)، که توسط کرتیس و بن التون نوشته شد، نقطه عطفی برای مجموعه به شمار می‌آید. در این فصل، داستان یکی از نوادگان شخصیت اصلی فصل اول روایت می‌شود که این‌بار در دوره الیزابت می‌گذرد و شخصیت بلک‌ادر بازآفرینی شده و به ضدقهرمانی حیله‌گر تبدیل می‌شود. مترو در این باره نوشته است: «تماشای بازی اتکینسون در فصل دوم، تماشای استادی در پاسخ‌های طعنه‌آمیز است». دو دنباله‌ دیگر، بلک‌ادر سوم (۱۹۸۷) در دوره نیابت سلطنت می‌گذرد، و بلک‌ادر پیش می‌رود (۱۹۸۹) در خلال جنگ جهانی اول روایت می‌شود. مجموعه بلک‌ادر به یکی از موفق‌ترین کمدی‌های موقعیت تاریخ بی‌بی‌سی تبدیل شد و چند ویژه‌ برنامه‌ تلویزیونی نیز از آن ساخته شد، از جمله سرود کریسمس بلک‌ادر (۱۹۸۸)، بلک‌ادر: سال‌های سلحشوری (۱۹۸۸)، و بعدتر بلک‌ادر: گذشته و آینده (۱۹۹۹) که در آستانه هزاره جدید اتفاق می‌افتد. صحنه‌ پایانی بلک‌ادر پیش می‌رود (که در آن بلک‌ادر و افرادش از سنگر بیرون می‌آیند و به سوی منطقه‌ بی‌طرف حمله می‌کنند) به عنوان صحنه‌ای «جسورانه و عمیقاً تأثربرانگیز» توصیف شده است. با داشتن طعنه‌های تند و گزنده و جملات تحقیرآمیز سریع (که اغلب مخاطب آن‌ها ارزشش را درک نمی‌کند)، ادموند بلک‌ادر در نظرسنجی سال ۲۰۰۱ کانال ۴ از میان ۱۰۰ شخصیت برتر تلویزیونی، (پس از هومر سیمپسون از سیمپسون‌ها و بازل فاولتی از فالتی تاورز) در جایگاه سوم قرار گرفت.

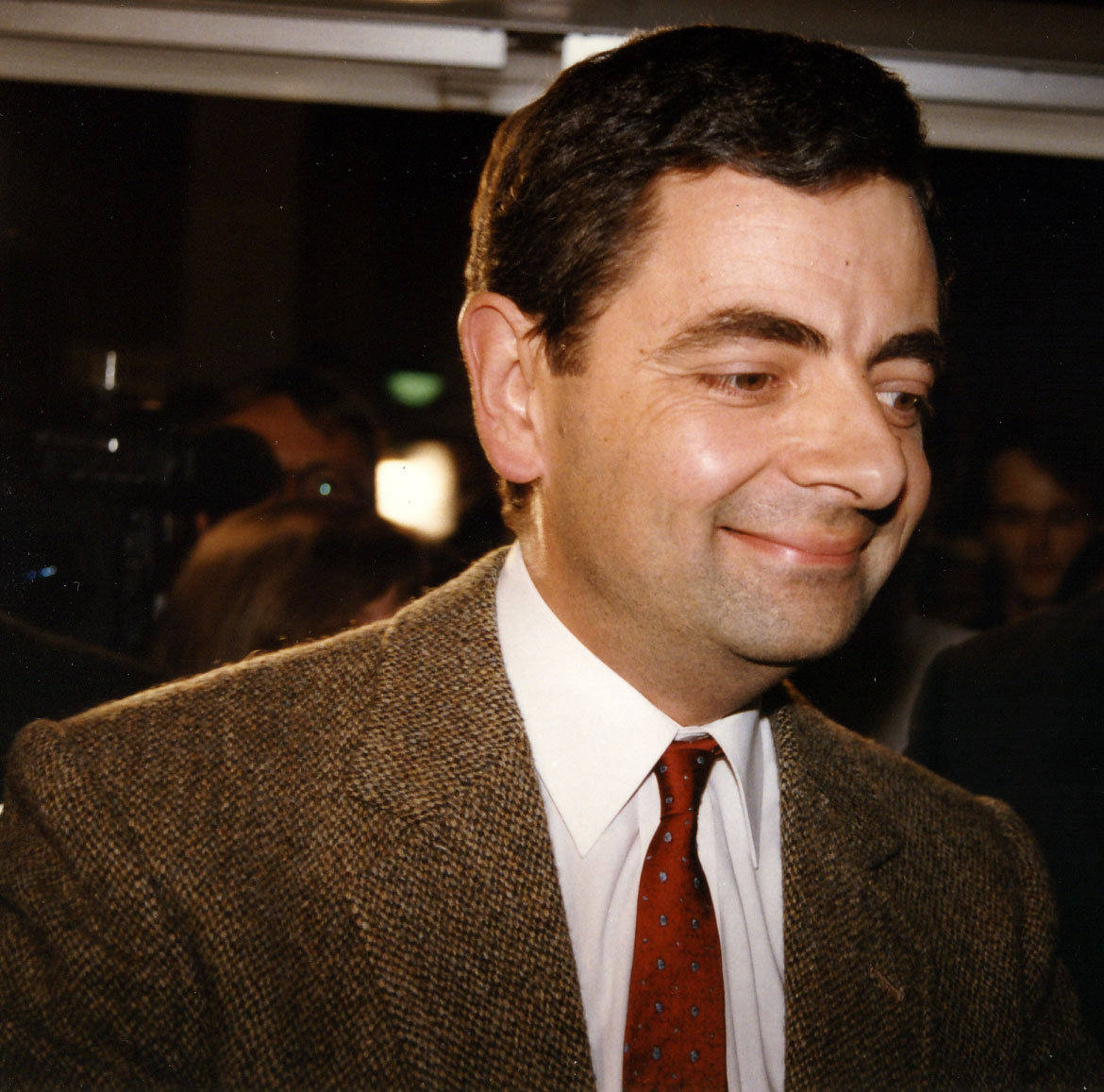
اتکینسون در ۱۹۹۷، در حال تبلیغ بین، در سال ۲۰۱۴، جوانان خارج از کشور، مستر بین را در میان گروهی از افرادی که بیشترین ارتباط را با فرهنگ بریتانیا داشتند، نام بردند.

اثر دیگر اتکینسون، مستر بین بی‌دست‌و‌پا بود که نخستین بار در روز اول ژانویه ۱۹۹۰، در یک برنامه‌ نیم‌ساعته ویژه برای تلویزیون تیمز ظاهر شد. شخصیت مستر بین با باستر کیتون در دوران مدرن مقایسه شده است، اما خود اتکینسون اعلام کرده که الهام اصلی‌اش، شخصیت موسیو هولو ساخته‌ ژاک تاتی بوده است. اتکینسون می‌گوید: «ذات شخصیت مستر بین این است که کاملاً خودخواه و خودمحور است و عملاً دنیای اطرافش را به رسمیت نمی‌شناسد. او کودکی است در بدن یک مرد. و این همان چیزی است که بیشتر کمدین‌های تصویری بر آن اساس ساخته می‌شوند: استن لورل، چاپلین، بنی هیل».
چندین دنباله از مستر بین تا سال ۱۹۹۵ در تلویزیون پخش شد و سپس این شخصیت وارد سینما شد. فیلم بلند بین (۱۹۹۷) به کارگردانی مل اسمیت، همکار اتکینسون در نه خبر ساعت نه ساخته شد. دومین فیلم، تعطیلات مستر بین، در سال ۲۰۰۷ اکران شد.
اتکینسون همچنین در مجموعه‌ کمدی تلویزیونی خط باریک آبی (۱۹۹۵–۱۹۹۶)، نقش بازرس ریموند فاولر را ایفا کرد؛ این مجموعه که توسط بن التون نوشته شده بود، در یک ایستگاه پلیس خیالی در شهر گس‌فورث می‌گذرد.
اتکینسون در کمپین‌های تبلیغاتی متعددی از جمله برای کروننبورگ، فوجی‌فیلم و اهدای خون حضور داشته است. او در مجموعه‌ای از تبلیغات طولانی‌مدت برای بارکلی‌کارد، نقش یک مأمور جاسوسی ناشی و پرخطا به نام ریچارد لیتوم را بازی کرد؛ شخصیتی که بعداً الهام‌بخش نقش اصلی او در جانی انگلیش، جانی اینگلیش دوباره متولد می‌شود و جانی اینگلیش دوباره می‌تازد شد. در سال ۱۹۹۹، اتکینسون در نقش دکتر در قسمت ویژه نفرین مرگ قطعی از مجموعه دکتر هو برای خیریه کمیک ریلیف ظاهر شد. اتکینسون در ژوئیه ۲۰۱۱، در تخت‌گاز بی‌بی‌سی، در بخش ستاره در خودرویی نسبتاً ارزان شرکت کرد و با خودروی کیا سید زمان ۱:۴۲.۲ را ثبت کرد. او با این رکورد، در صدر جدول قرار گرفت و زمان او سریع‌تر از رکورد قبلی تام کروز (با زمان ۱:۴۴.۲) بود.
در افتتاحیه المپیک تابستانی ۲۰۱۲ در لندن، اتکینسون در نقش مستر بین در یک اجرای کمدی همزمان با نواخته شدن قطعه «ارابه‌های آتش» ظاهر شد؛ جایی که تنها یک نت را با سینث‌سایزر تکرار می‌کرد. سپس وارد یک سکانس خیالی شد که در آن خود را در صحنه‌ مشهور فیلم با همین نام (در مورد المپیک تابستانی ۱۹۲۴) می‌بیند، و با سوار شدن در یک مینی‌کب و انداختن دونده‌ جلو، مسابقه را می‌برد.
در نوامبر ۲۰۱۲، مشخص شد که اتکینسون قصد دارد مستر بین را بازنشسته کند. او در گفت‌وگویی با بخش مرور دیلی تلگراف گفت: «چیزهایی که برای من بیشترین موفقیت تجاری را داشته‌اند – اساساً نمایش‌های فیزیکی و کودکانه – روز به روز بیشتر احساس می‌کنم که باید آن‌ها را کمتر انجام دهم. جدا از این‌که توانایی‌های جسمی کاهش می‌یابد، فکر می‌کنم فردی در دهه‌ پنجاه زندگی که کودکانه رفتار می‌کند، کمی ناراحت‌کننده است. باید مراقب بود». همچنین اشاره کرده بود که این نقش تا حدی باعث نقش ثابت شدن او شده است. با این حال، اتکینسون در سال ۲۰۱۶ گفت که هرگز مستر بین را به‌طور کامل بازنشسته نخواهد کرد. در سال ۲۰۱۸، هنگام حضور در برنامه گراهام نورتون در بی‌بی‌سی، به گراهام نورتون گفت که احتمال بازگشت مستر بین به تلویزیون کم است، اما در عین حال اضافه کرد: «هیچ‌وقت نباید گفت هرگز».
در اکتبر ۲۰۱۴، اتکینسون بار دیگر در نقش مستر بین در تبلیغ تلویزیونی اسنیکرز ظاهر شد. در سال ۲۰۱۵، در کنار بن میلر و ربکا فرانت در یک پیش‌طرح کمدی برای روز بینی قرمز بی‌بی‌سی حضور یافت که در آن مستر بین به مراسم خاکسپاری می‌رود. در سال ۲۰۱۷، اتکینسون در نقش مستر بین در فیلم چینی Huan Le Xi Ju Ren ظاهر شد. در فوریه ۲۰۱۹ نیز، در یک تبلیغ برای شرکت مخابراتی اماراتی اتصالات بازی کرد که در آن به‌جز مستر بین، در نقش‌های مختلفی چون یک جنگجوی اسکاتلندی، یک بانو و یک آقا از دوران ویکتوریا، یک فوتبالیست، مردی در جنگل، راننده مسابقه، فردی با اره‌برقی و یک شمشیرزن اسپانیایی ظاهر شد. او همچنین راوی این تبلیغ بود.
اتکینسون در مجموعه‌ای از فیلم‌های تلویزیونی آی‌تی‌وی با عنوان مگره، در نقش ژول مگره، کارآگاه فرانسوی مشهور، ایفای نقش کرد.
در اکتبر ۲۰۱۸، اتکینسون (در قالب مستر بین) نشان الماسی یوتیوب را دریافت کرد؛ این جایزه به کانال‌هایی اعطا می‌شود که از مرز ۱۰ میلیون دنبال‌کننده عبور کرده‌اند. در سال ۲۰۱۸، کانال مستر بین با بیش از ۶٫۵ میلیارد بازدید، در میان پرمخاطب‌ترین کانال‌های جهان قرار داشت. همچنین، صفحه‌ رسمی مستر بین در فیسبوک، یکی از صفحات با بیشترین دنبال‌کننده در این پلتفرم است. تا ژوئیه ۲۰۲۰، بیش از ۹۴ میلیون دنبال‌کننده داشت؛ عددی که حتی از لایک‌های ریانا، منچستر یونایتد و هری پاتر نیز بیشتر بود.

### پویانمایی مستر بین
در ژانویه ۲۰۱۴، آی‌تی‌وی از ساخت یک مجموعهٔ جدید پویانمایی با محوریت مستر بین خبر داد که در آن، روآن اتکینسون بار دیگر صداپیشگی این نقش را بر عهده گرفت. انتظار می‌رفت این مجموعه ابتدا به‌صورت مجموعه اینترنتی منتشر شود و سپس از طریق تلویزیون نیز پخش گردد.
در ۶ فوریه ۲۰۱۸، رگولار کپیتال اعلام کرد که فصل پنجم مجموعهٔ پویانمایی مستر بین در سال ۲۰۱۹ پخش خواهد شد. در این فصل که ۲۶ قسمت داشت، اتکینسون به‌عنوان صداپیشهٔ شخصیت مستر بین حضور داشت. دو قسمت نخست این فصل با عنوان‌های «بازی تمام شد» و «تحویل ویژه» در ۲۹ آوریل ۲۰۱۹ از شبکهٔ سی‌آی‌تی‌وی در بریتانیا و نیز از شبکه‌های ترنر در سطح بین‌المللی پخش شدند. در فوریه ۲۰۱۹، تمامی پنج فصل این مجموعه (۱۰۴ قسمت) به شبکهٔ چینی کودکان، سی‌سی‌تی‌وی-۱۴، نیز واگذار شد.

### فیلم

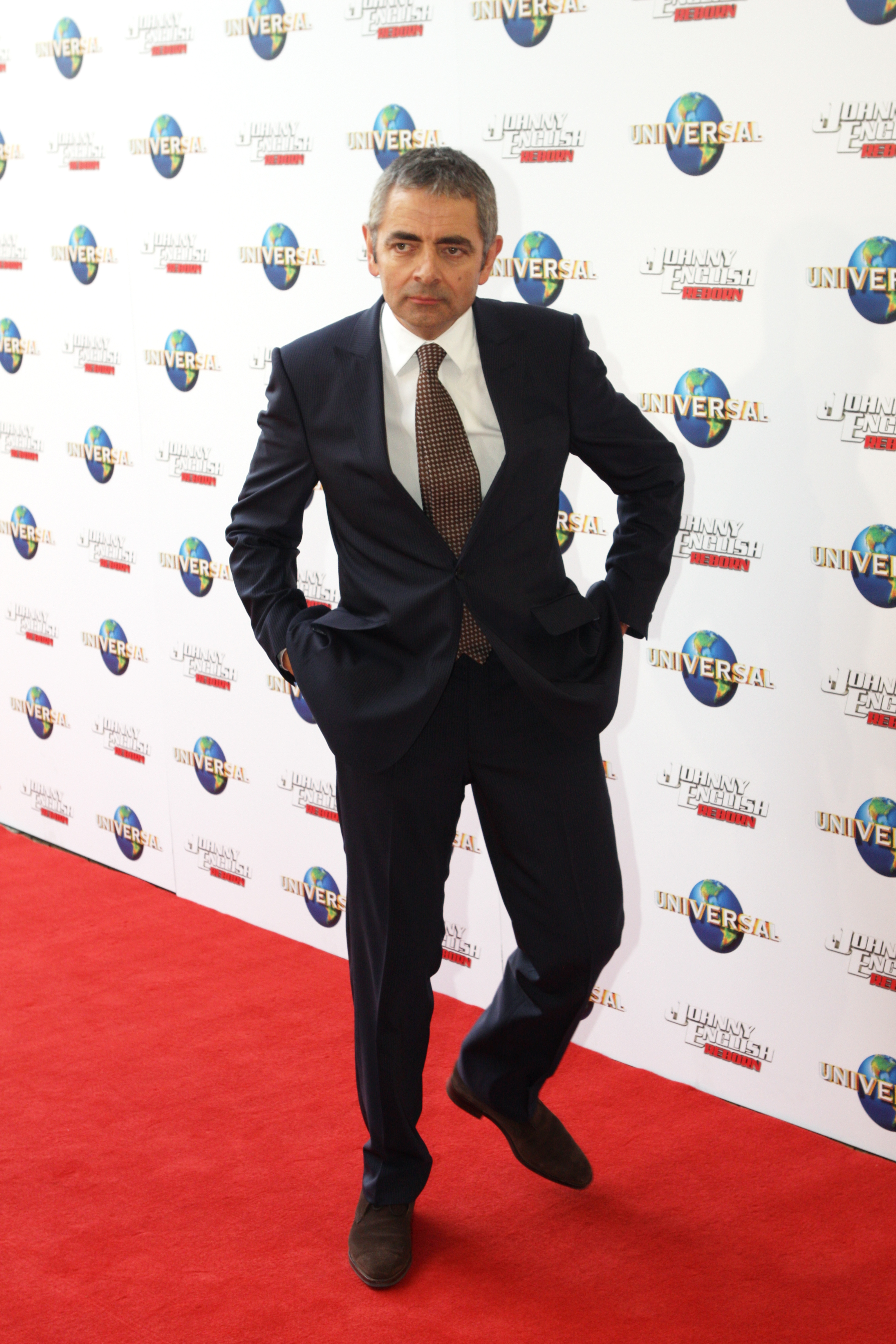
اتکینسون در نمایش جانی اینگلیش دوباره متولد می‌شود در سال ۲۰۱۱

حرفهٔ سینمایی اتکینسون با ایفای نقش مکمل در فیلم جیمز باند دیگر هرگز نگو هرگز (۱۹۸۳) آغاز شد و همان سال نقش اصلی را در مرده در زمان در کنار نایجل هاثورن بازی کرد. او در فیلم کوتاه برندهٔ اسکار قرارهای ملاقات دنیس جنینگز در سال ۱۹۸۸ نیز حضور داشت. او در نخستین تجربهٔ کارگردانی مل اسمیت به نام پسر قد بلند (۱۹۸۹) ایفای نقش کرد و در جادوگرها (۱۹۹۰)، اقتباسی از رمان تاریک و کودکانهٔ رولد دال ــ در کنار آنجلیکا هیوستون و مای زترلینگ ظاهر شد. او در زبر و زرنگ‌ها! قسمت دوم که نقیضه‌ای از رمبو ۳ بود، نقش دکستر هیمن را ایفا کرد و با چارلی شین هم‌بازی شد.
اتکینسون با بازی در نقش کشیشی کم‌حرف و دست‌پاچه در چهار عروسی و یک تشییع جنازه (۱۹۹۴)، نوشته و کارگردانی‌شده توسط همکار دیرینه‌اش ریچارد کرتیس، شهرت بیشتری کسب کرد. او همچنین در شیرشاه محصول دیزنی (۱۹۹۴) صداپیشگی زازو، یک نوک‌شاخ نوک‌سرخ، را بر عهده داشت و در اجرای آهنگ «من فقط نمی‌توانم صبر کنم تا پادشاه شوم» نیز مشارکت کرد. اتکینسون به ایفای نقش‌های مکمل در فیلم‌های کمدی ادامه داد؛ از جمله در سگ‌دو (۲۰۰۱)، اسکوبی-دو (۲۰۰۲)، نقش فروشندهٔ جواهرات روفوس در فیلم عاشقانهٔ کمدی در واقع عشق (۲۰۰۳) از ریچارد کرتیس، و فیلم جنایی کمدی مراقبت از مامان (۲۰۰۵) در کنار کریستین اسکات توماس، مگی اسمیت و پاتریک سوویزی.
علاوه بر نقش‌های مکمل، اتکینسون در قالب بازیگر نقش اول نیز موفقیت‌های قابل توجهی به دست آورده است. شخصیت تلویزیونی او، مستر بین، با بین (۱۹۹۷) وارد سینما شد و با استقبال بین‌المللی روبه‌رو شد. دنبالهٔ این فیلم، تعطیلات مستر بین (۲۰۰۷) که تا حدی از تعطیلات موسیو اولو از ژاک تاتی الهام گرفته بود نیز به موفقیتی جهانی دست یافت. او همچنین در مجموعه فیلم‌های طنز جانی اینگلیش (۲۰۰۳–اکنون) که نقیضه‌ای بر مجموعهٔ جیمز باند است، نقش اصلی را ایفا کرده است. در سال ۲۰۲۳، او در وانکا در نقش کشیشی به نام پدر جولیوس ظاهر شد؛ این فیلم پیش‌درآمدی بر رمان چارلی و کارخانه شکلات‌سازی نوشتهٔ رولد دال است و به بررسی پیشینهٔ شخصیت ویلی وانکا می‌پردازد.
در فوریه ۲۰۲۴ اعلام شد که او در چهارمین قسمت از مجموعهٔ جانی اینگلیش نیز بازی خواهد کرد.

### تئاتر

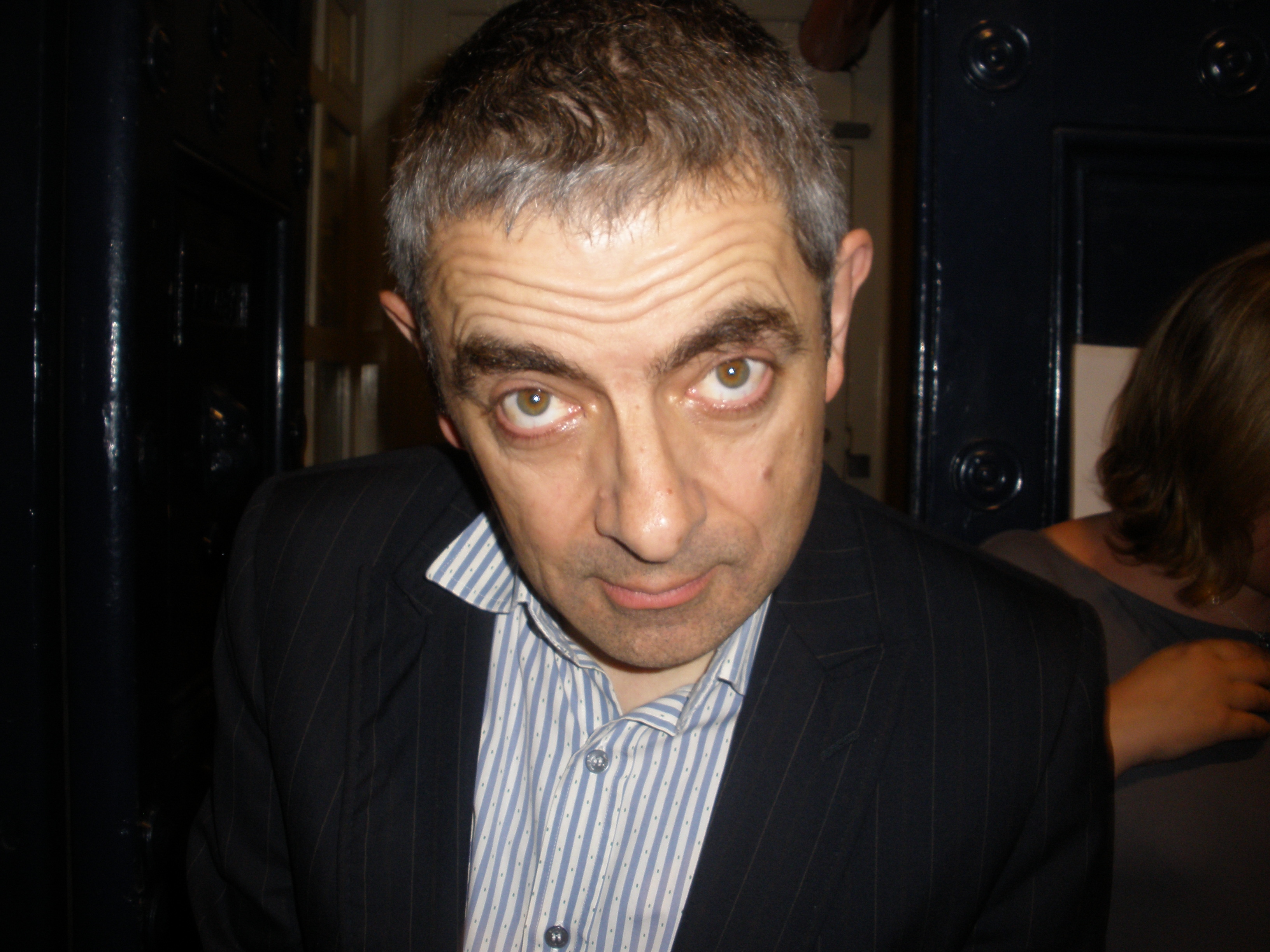
اتکینسون در بیرون تئاتر رویال وست اند، دروری لین در ۱۶ ژوئن ۲۰۰۹

اتکینسون در برنامهٔ خیریه مهمانی مخفی پلیس (۱۹۷۹) در لندن، که به نفع عفو بین‌الملل برگزار شد، به اجرای نمایش‌های زنده و کمدی پرداخت. در این برنامه او در کنار اعضایی از گروه مانتی پایتان نیز ظاهر شد. در سال ۱۹۸۰، اتکینسون یک تور چهارماهه در سراسر بریتانیا برگزار کرد. نسخه‌ای از اجرای صحنه‌ای او در گرند اوپرا هاوس در بلفاست با عنوان زندگی در بلفاست منتشر شد.
در سال ۱۹۸۴، اتکینسون در نسخهٔ وست اند نمایش کمدی نِرد در کنار کریستین بیل ۱۰ ساله ایفای نقش کرد. در سال‌های ۱۹۸۸ و اوایل ۱۹۸۹، او در تئاتر آلدویچ لندن، در کنار تیموتی وست و شرل کمبل، در مجموعه‌ای نمایشی به نام عطسه و داستان‌های دیگر اجرا داشت. این نمایش شامل هفت نمایشنامهٔ کوتاه از آنتون چخوف بود که توسط مایکل فرین ترجمه و اقتباس شده بودند.

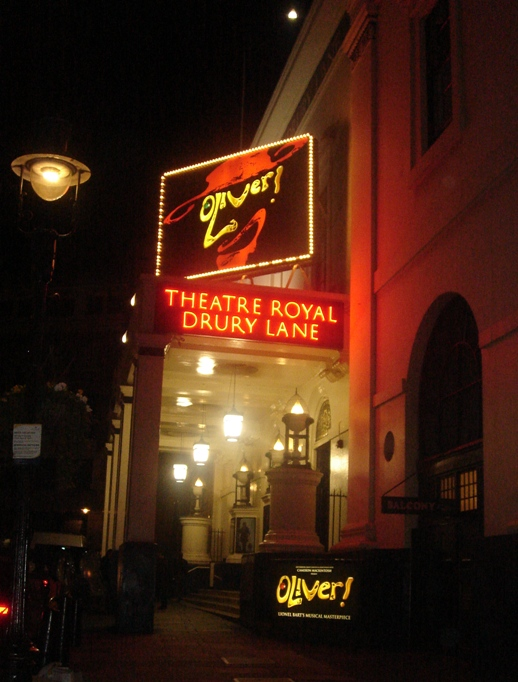
بیلبورد الیور! در وست اند دروری لین در سال ۲۰۰۹

در سال ۲۰۰۹، اتکینسون در بازاجرای موزیکال الیور! در وست اند، که اقتباسی از رمان الیور توئیست نوشتهٔ چارلز دیکنز بود، در نقش فاگین ظاهر شد. اجرای او در تئاتر رویال، دروری لین در لندن با بازخوردهای مثبت همراه بود و نامزد دریافت جایزه الیویه در بخش بهترین بازیگر مرد در یک موزیکال یا سرگرمی شد.
در ۲۸ نوامبر ۲۰۱۲، اتکینسون بار دیگر در نقش بلک‌ادر در برنامهٔ کمدی خیریهٔ «ما بسیار سرگرم هستیم» برای پرینس تراست در سالن مشهور رویال آلبرت هال در لندن ظاهر شد. او در این اجرا با تونی رابینسون در نقش بالدریک همراه بود. این نمایش شامل نخستین محتوای جدید مربوط به بلک‌ادر در ده سال گذشته بود و بلک‌ادر را در نقش مدیرعامل یک بانک خیالی به نام ملچت، ملچت و دارلینگ نشان می‌داد که در حال پاسخ‌گویی به یک تحقیق دربارهٔ بحران بانکی بود.
در فوریهٔ ۲۰۱۳، اتکینسون در نقش اصلی نمایشنامه کوارترمینز ترم نوشتهٔ سایمون گری و به کارگردانی ریچارد ایر، به مدت ۱۲ هفته در تئاتر ویندهام در لندن روی صحنه رفت. او در این نمایش با کنلت هیل (بازی تاج‌وتخت) و فلیسیتی مونتاگو (من آلن پارتریج هستم) هم‌بازی بود. در دسامبر ۲۰۱۳، اتکینسون اسکچ مدرسه‌اش را برای برنامهٔ خیریهٔ راکز ویت لفتر بیمارستان رویال فری در تئاتر آدلفی اجرا کرد. چند روز پیش از آن نیز، مجموعه‌ای از اجراهای کوتاه خود را در یک کافه کوچک و در حضور تنها ۳۰ نفر اجرا کرده بود.

## زندگی شخصی
اتکینسون و سونترا ساستری، در سال ۱۹۹۰ با یکدیگر ازدواج کردند و صاحب دو فرزند شدند. آن‌ها در سال ۲۰۱۴ از هم جدا شدند و در سال ۲۰۱۵ طلاق گرفتند.

### خلبانی
در مارس ۲۰۰۱، اتکینسون در پروازی شخصی با همسر و فرزندانش به مقصد کنیا بود که خلبان از هوش رفت. اتکینسون توانست هواپیما را نه تنها تا به هوش آمدن خلبان در هوا نگه دارد بلکه دو بار در ارتفاع ۲۰ هزار پایی، دیوار صوتی را بشکند. در نهایت هواپیما پس از به هوش آمدن خلبان در نزدیکی فرودگاه ویلسون نایروبی فرود آمد و همه مسافران سالم ماندند.

### دریافت لقب شوالیه
روآن اتکینسون در سال ۱۹۸۱ از الیزابت دوم، ملکه بریتانیا، لقب شوالیه را دریافت کرد.

## فیلم‌شناسی

### فیلم
| سال         | عنوان                                            | نقش                    | توضیحات                                               |
| ----------- | ------------------------------------------------ | ---------------------- | ----------------------------------------------------- |
| 1982        | سیستم رویایی آقای کرشاو                          | آقای کرشاو             | فیلم کوتاه تبلیغاتی                                   |
| ۱۹۸۳        | به موقع مرده                                     | برنارد فریپ            | فیلم کوتاه                                            |
| ۱۹۸۳        | دیگر هرگز نگو هرگز                               | نایجل اسمال-فاوست      |                                                       |
| ۱۹۸۸        | قرارهای ملاقات دنیس جنینگز                       |                        | فیلم کوتاه                                            |
| ۱۹۸۹        | پسر قد بلند                                      | ران اندرسون            |                                                       |
| ۱۹۹۰        | جادوگرها                                         | آقای استرینگر          |                                                       |
| ۱۹۹۳        | زبر و زرنگ‌ها! قسمت دوم                           | دکستر هیمن             |                                                       |
| ۱۹۹۴        | چهار عروسی و یک تشییع جنازه                      | فادر جرالد             |                                                       |
| ۱۹۹۴        | شیرشاه                                           | زازو                   | صدا                                                   |
| ۱۹۹۷        | بین                                              | مستر بین               | همچنین تهیه‌کننده اجرایی                               |
| ۲۰۰۰        | شاید عزیزم                                       | آقای جیمز              |                                                       |
| ۲۰۰۱        | سگ‌دو                                             | هنریکو پولینی          |                                                       |
| ۲۰۰۲        | اسکوبی-دو                                        | امیل مونداوریوس        |                                                       |
| ۲۰۰۳        | جانی انگلیش                                      | جانی انگلیش            | نامزد شده– جایزه فیلم اروپا بهترین بازیگر نقش اول مرد |
| ۲۰۰۳        | در واقع عشق                                      | روفوس                  |                                                       |
| ۲۰۰۵        | مراقبت از مامان                                  | کشیش والتر گودفلو      |                                                       |
| ۲۰۰۷        | تعطیلات مستر بین                                 | مستر بین               |                                                       |
| ۲۰۱۱ ۲۰۱۶   | جانی اینگلیش دوباره متولد می‌شود مگره تله می‌گذارد | جانی انگلیش بازرس مگره |                                                       |
| ۲۰۱۸        | جانی اینگلیش دوباره حمله می‌کند                   | جانی انگلیش            | همچنین تهیه‌کننده                                      |
| ۲۰۲۳        | وانکا                                            | کشیش                   |                                                       |
| اعلام می‌شود | چهارمین فیلم بدون عنوان جانی انگلیش †            | جانی انگلیش            | پست تولید                                             |

### تلویزیون
| سال                 | عنوان                         | نقش                                               | توضیحات                                |
| ------------------- | ----------------------------- | ------------------------------------------------- | -------------------------------------- |
| ۱۹۸۰                | پیتر کوک                      | نقش‌های مختلف                                      |                                        |
| ۱۹۸۳–۱۹۸۹           | بلک‌ادر                        | ادموند بلک‌ادر                                     | ۲۴ قسمت؛ همچنین خالق و نویسنده         |
| ۱۹۸۷                | مسابقه حذفی بزرگ              | لرد ناک آلتون                                     |                                        |
| ۱۹۹۰–۱۹۹۵           | مستر بین                      | مستر بین                                          | ۱۵ قسمت؛ همچنین خالق و نویسنده         |
| ۱۹۹۵–۱۹۹۶           | خط باریک آبی                  | بازرس ریموند فاولر                                | ۱۴ قسمت                                |
| ۱۹۹۶                | آخر شب با کونان اوبراین       | خودش                                              | یک قسمت                                |
| ۱۹۹۹                | بلک‌ادر: گذشته و آینده         | لرد بلکاددر / شاه ادموند سوم / سنتوریون بلاکادیوس | فیلم تلویزیونی                         |
| ۲۰۰۲–۲۰۰۴ ۲۰۱۵–۲۰۱۹ | مستر بین                      | مستر بین                                          | صدا، ۱۳۰ قسمت؛ همچنین تهیه‌کننده اجرایی |
| ۲۰۱۲                | افتتاحیه المپیک تابستانی ۲۰۱۲ | خودش/مستر بین                                     | برنامه ویژه تلویزیونی                  |
| ۲۰۲۲                | مرد در مقابل زنبور            | تروور بینگلی                                      | ۹ قسمت؛ همچنین سازنده                  |

### آگهی‌های بازرگانی
| سال  | عنوان                          | نقش      |
| ---- | ------------------------------ | -------- |
| ۲۰۱۴ | اسنیکرز                        |          |
| ۲۰۱۸ | شرکت مخابرات امارات متحده عربی | مأمور یک |
| ۲۰۱۹ | شرکت مخابرات امارات متحده عربی | مستر بین |

### موزیک ویدئو
| سال  | هنرمند    | عنوان                         | نقش       |
| ---- | --------- | ----------------------------- | --------- |
| ۱۹۹۷ | بوی‌زون    | «عکس تو»                      | مستر بین  |
| ۲۰۱۸ | اولی مارس | «Moves» (با همکاری اسنوپ داگ) | متصدی بار |